# Zacatelco
Zacatelco là một đô thị thuộc bang Tlaxcala, México. Năm 2005, dân số của đô thị này là 35316 người.